# Torre Bismarck (Szczecin)

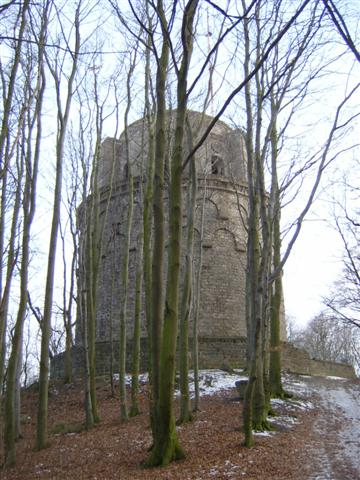
Imagen la torre Bismarckturm Szczecin en Polonia.

La Torre Bismarck de Szczecin es una estructura ubicada en la ciudad polaca de Szczecin, a 150 km de Berlín. Al igual que el resto de las Torres Bismarck construidas generalmente en territorio del antiguo imperio alemán, rinde honor al canciller alemán Otto von Bismarck.
La torre de Szczecin, dedicada al canciller Bismarck fue construida entre 1913 y 1921. Su construcción costó aproximadamente 200 000 marcos, la mitad del cual pagó el gobierno local (Landtag) y encargándose del resto capital proveniente de donaciones.

## Características
Se encuentra localizada en una pequeña colina arbolada cerca de Szczecin, tiene 25 m de altura y domina una vasta región industrial a 6 km del centro ciudad. Para llegar hasta este sitio, conviene tomar el tranvía número 6 hasta su término situado directamente al pie de la colina. Es muy fácil, además, seguir los railes del tramo con coche o también en bicicleta. Las visitas de la torre fueron suspendidas en noviembre de 2005 y han sido hechas actualmente imposibles gracias a una placa de hierro que sella la entrada para evitar las reuniones de borrachos cuyos rastros son todavía visibles a los alrededores.
El interior ha sido dañado y muchas estatuas desaparecieron, entre otras las águilas que adornaban las columnas exteriores. En 2001, un inversionista compró la torre en 350 000 eslotis (cerca de 87 500 euros), y pensaba hacer con ella un restaurante destinado a los turistas pero a día de hoy los trabajos aún no han comenzado.

## Enlaces
- La torre en el sitio oficial

- Datos: Q866580
- Multimedia: Bismarck tower in Szczecin / Q866580